# روبرت الصراف
روبرت الصراف (عربی: روبرت الصراف؛ ۵ نوامبر ۱۹۳۶ – ۵ مارس ۲۰۱۸) مقاله‌نویس اهل مراکش بود.